# 南瀛綠都心公園

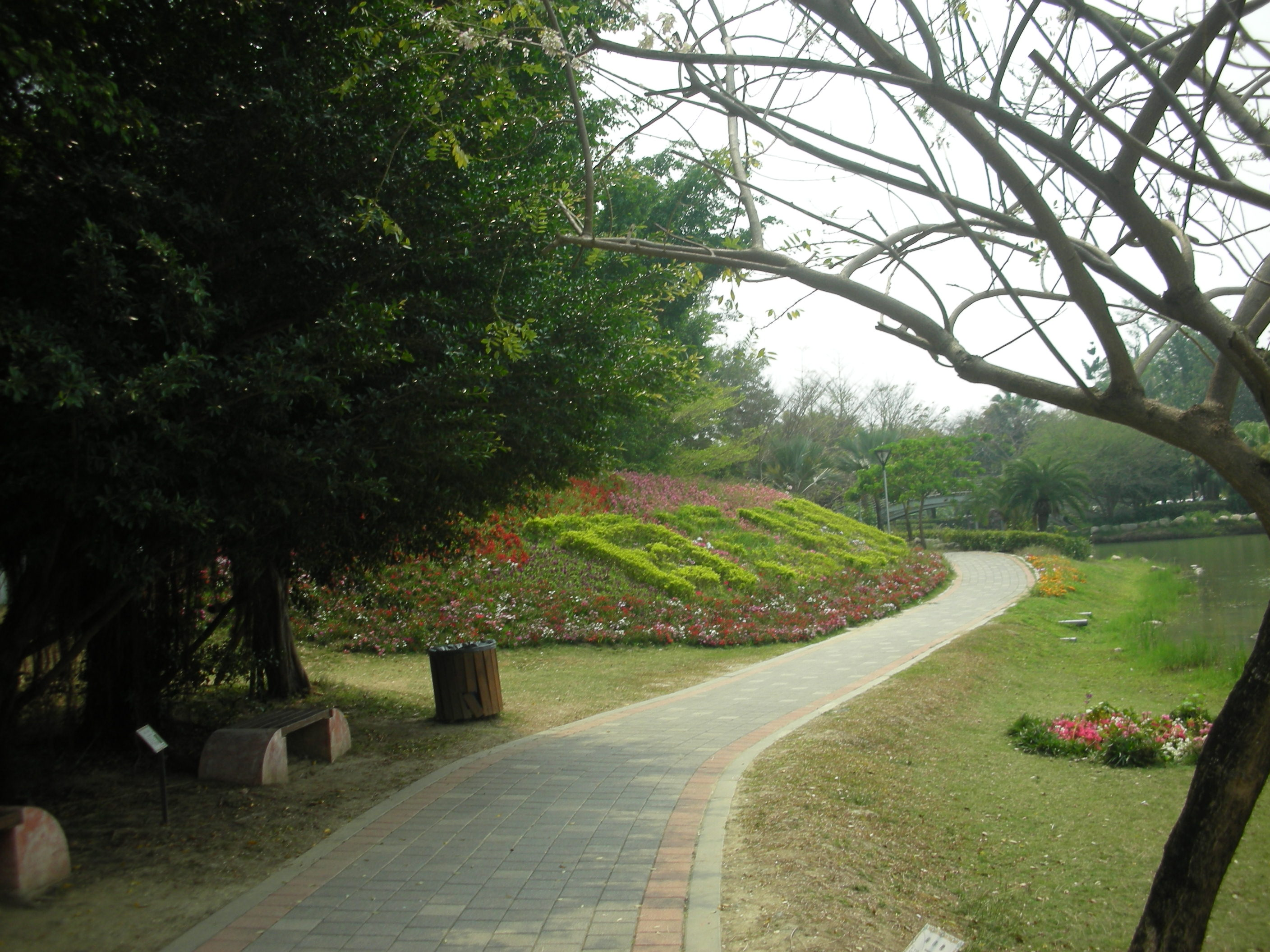
步道1

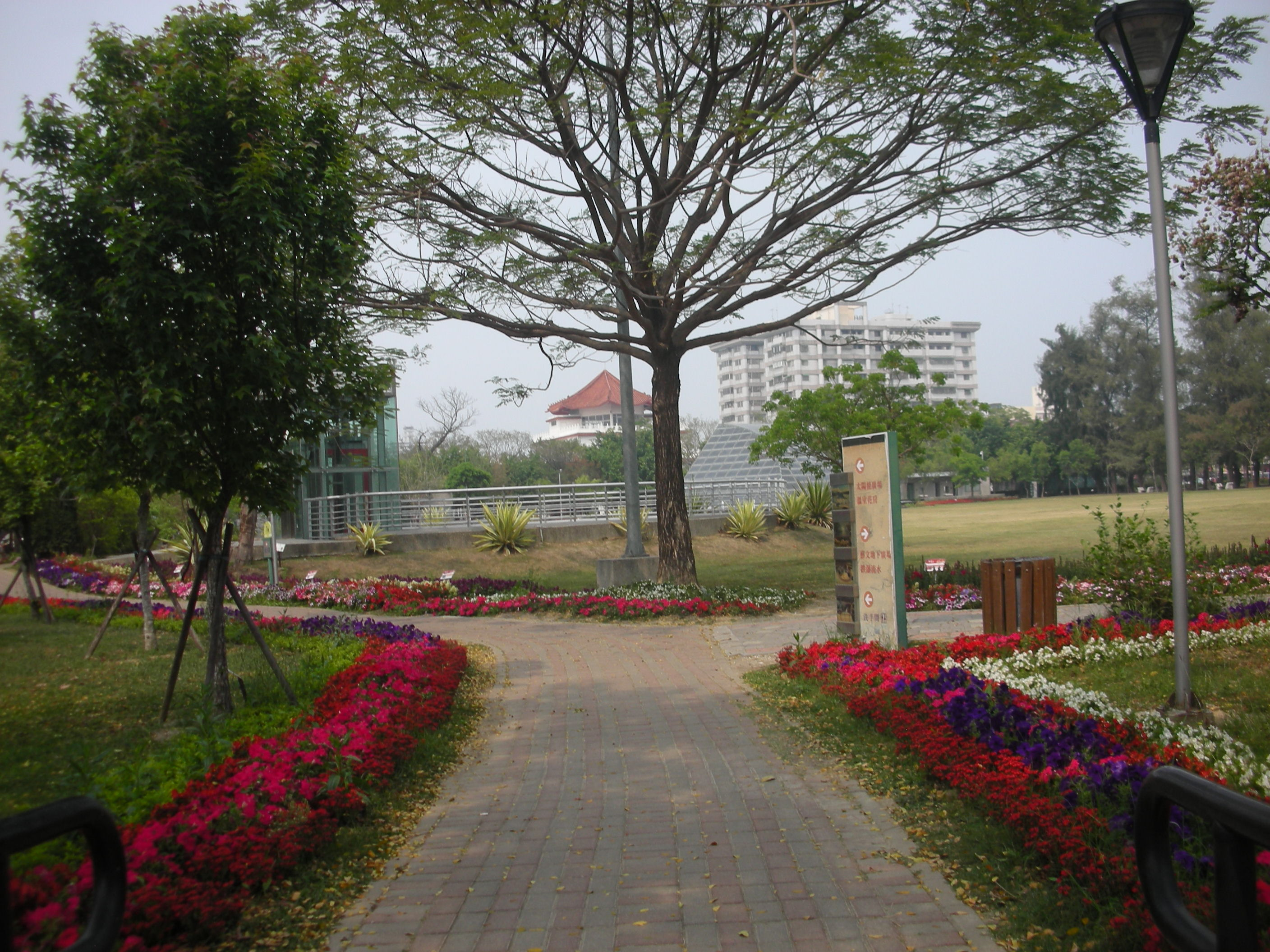
步道2

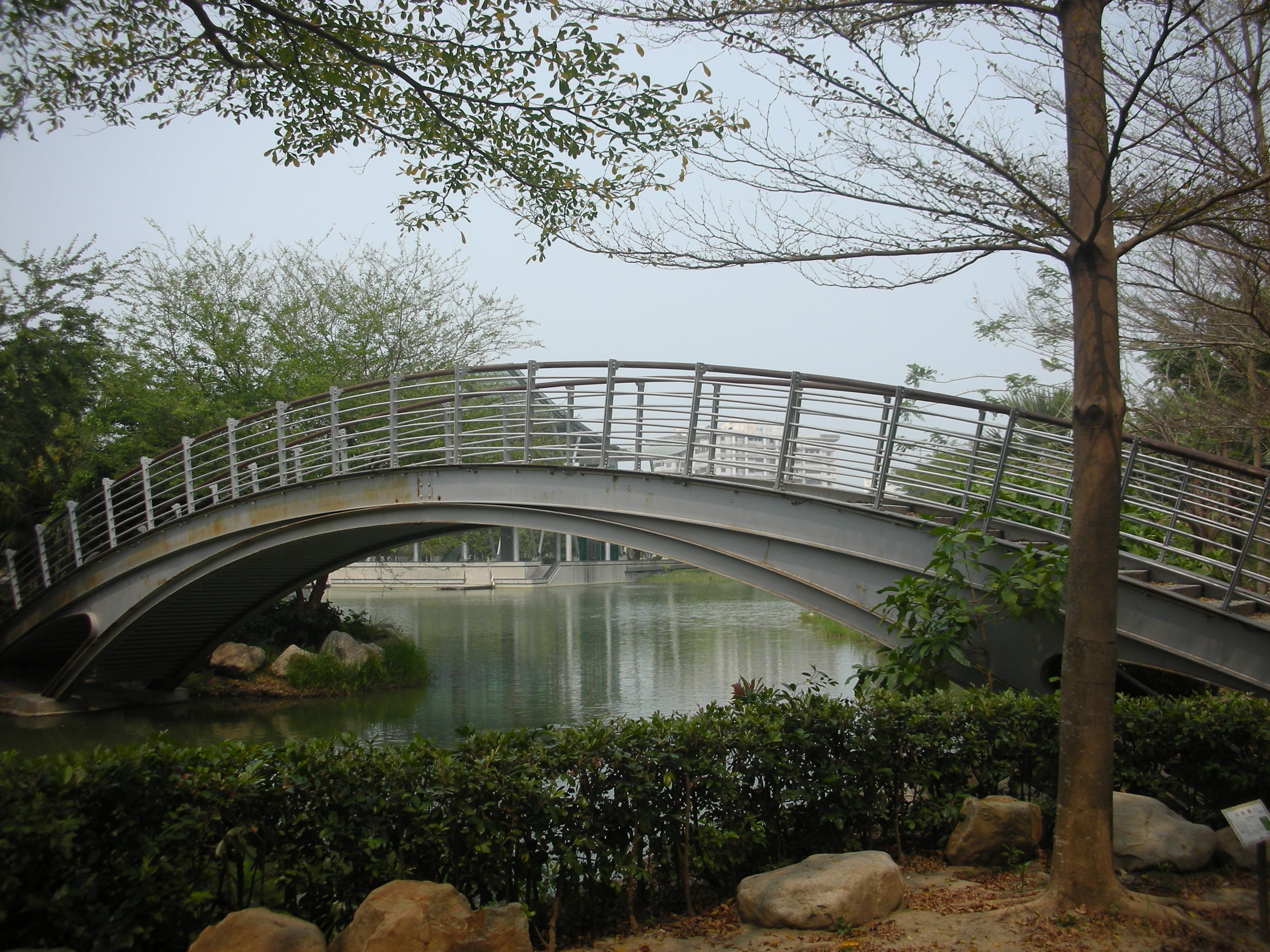
拱橋

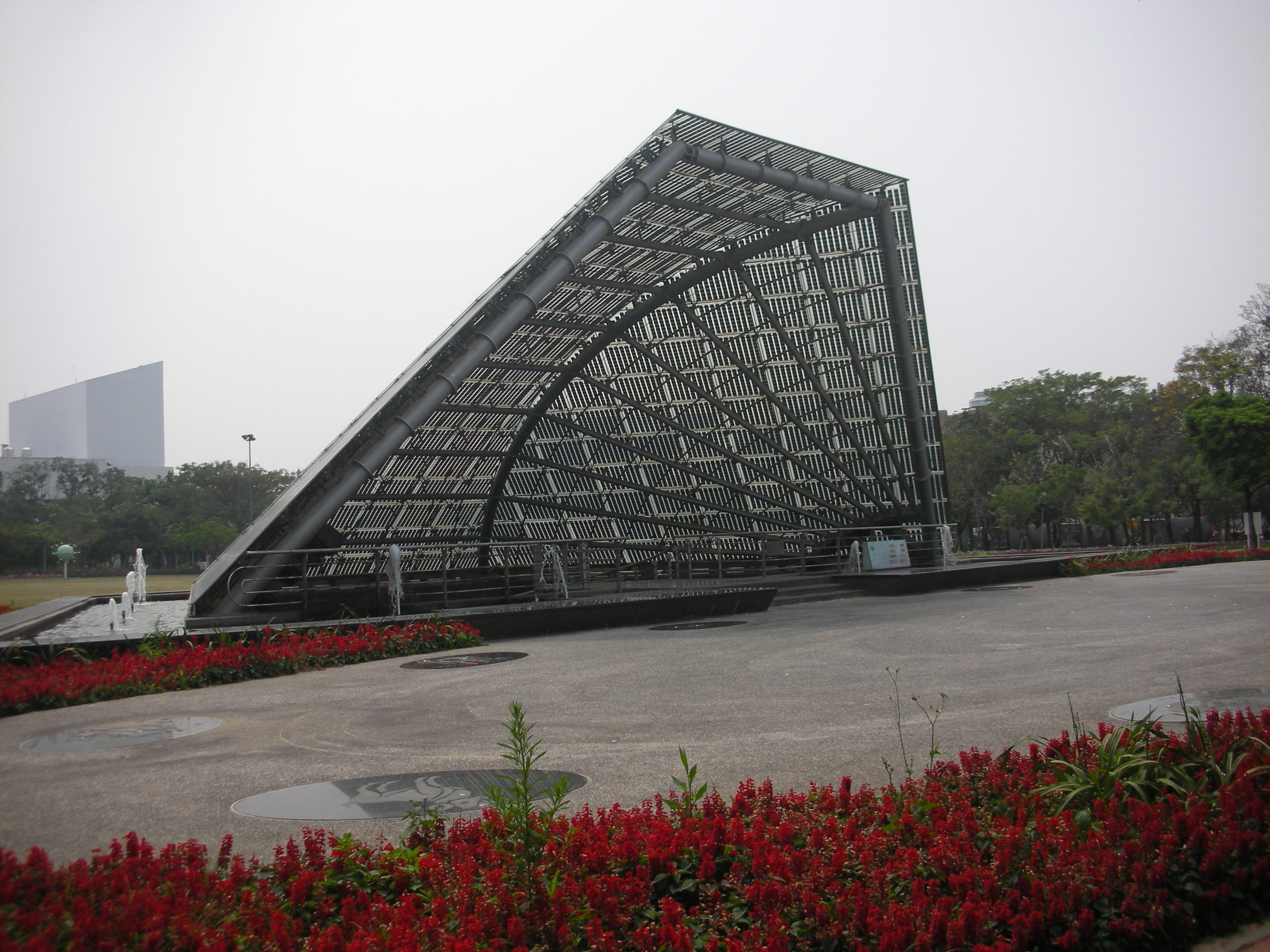
太陽能屋頂

南瀛綠都心公園，是一座位於臺灣臺南市新營區的公園，緊鄰臺南市政府民治市政中心與臺南市議會民治議事廳，佔地約6.4公頃，由臺南市政府工務局公園管理科負責管理與維護。是一座結合辦公、休閒、生態、親子、藝文的多功能公園，被譽為「新營之肺」；該公園在興建之前曾稱為「中山公園」，曾是原臺南縣最大的公園。台南縣第一屆縣運動會以及103年全國身心障礙運動會開幕典禮曾在該公園舉辦。目前此公園為兩年一屆的南瀛國際民俗藝術節表演主場地。未來將在此公園北側興建北臺南首座全民運動館。

## 園內主要設施
- 臺南市立新營文化中心：臺南市政府文化局所轄之藝文場館，此處經常舉行各種藝文展演活動，是新營區民的休閒去處之一。中心內設有圖書閱覽室、兒童閱覽室、新營演藝廳、三間畫廊、文物陳列室、視聽區等。新營文化中心還於2017年榮獲「國家卓越建設獎─最佳環境文化類金質獎」的肯定。

- 臺南市南瀛全民運動館：臺南市政府體育局規劃於公園旁設置北臺南首座全民運動館，此計畫目前已獲中央核定，總經費約新台幣一億元，完工後將提供北臺南民眾更好的室內運動場館。

- 臺南市政府工務局公園管理科：位於地下一樓，景觀台旁搭乘無障礙電梯通往地下一樓。
- 臺南市新營區調解委員會：位於地下一樓，於主入口廣場左側搭乘無障礙電梯通往地下一樓。
- 臺南捐血中心新營捐血室：位於公園外圍（民治路）玻璃屋。
- 臺南市實務愛心銀行溪北分行：新營文化中心旁階梯步行或搭乘無障礙電梯，通往地下一樓藝文廣場。此銀行是由臺南市政府社會局設置委託社團法人台灣普力關懷協會經營管理，主要是提供設籍或實際居住在台南市，且有物資需求的弱勢民眾，可持身分證明等文件到各實物銀行提出申請，由社工進行評估後，符合領取愛心物資的受助者就能核給點數額度，受助者依點數兌換等值物資。
- 主入口廣場：為南瀛綠都心公園的入口，入口左側設有無障礙電梯通往新營區調解委員會及地下停車場。
- 音樂廣場：設有一座小型舞台及公廁。
- 文化廣場及少年街廣場：有廣大空地，可供跳舞使用。
- 藝文廣場：在地下一樓的露天廣場，廣場周圍設有辦公室，提供給「BigO2臺南青年創業基地」做使用，設有無障礙坡道及電梯。
- 太陽能廣場：於光電頂罩前方，設有十二星座裝置地板藝術。
- 生命之源廣場：於中正路及民治路交叉口角落，設有生態池。
- 景觀台：2層樓，設於景觀湖左側。景觀台內設有一座無障礙電梯。
- 景觀湖：景觀湖中央每小時都會有水舞秀。
- 生態島：於景觀湖上，有小橋連間，島上設有一座涼亭「迴音亭」。
- 城市光廊：將過去的歷史文化立板在走道兩旁，裡面記載著有關鄭成功、原住民及來過台灣的荷蘭人等…歷史記載，立板兩側設有語音解說系統。
- 玻璃蕨類館：館內有大大小小的蕨類植物，可供民眾了解蕨類生態。
- 陽光大草原：一大片草原，可供兒童及寵物玩耍及奔跑。
- 野溪徒步區：人工築成的溪流可供戲水，為公園添加親水元素。
- 光電頂罩：為南瀛綠都心地標，頂罩是由太陽能光電板組成，可供電力使用。
- 中央舞台：在大草原左側，可提供大型表演場地。
- 兒童遊戲區：配有兒童遊樂設施，提供親子遊玩天地。
- 籃球場：配有數座籃球框架，提供青年運動天地。
- 棋盤區：配有數座象棋桌，提供長者休閒天地。

## 交通方式

### 臺鐵
- 搭乘至新營車站下車，轉乘大台南公車
  - 棕幹線、棕2線、棕3線、棕3-1線、棕5線、棕6線至「民治市政中心」站下車
  - 黃幹線、黃6線、黃7線至「新營區公所」／「新營文化中心」站下車
  - 黃1線（延駛新營綜合轉運站）班次，至「民治市政中心」站下車

- 搭計程車或沿三民路步行前往，步行約15分鐘。

### 高鐵
- 搭乘至高鐵嘉義站下車，轉乘大台南公車
  - 黃9線至「臺南市政府民治中心」／「新營區公所」／「新營文化中心」站下車
  - 橘9線、橘9-1線（高鐵直達快捷公車）至新營綜合轉運站再轉乘公車（請參考國道客運交通方式）

### 國道客運
- 搭乘至新營綜合轉運站下車，轉乘大台南公車
  - 棕幹線、棕2線、棕3線、棕5線、棕6線、黃1線至「民治市政中心站」下車
  - 黃6線至「新營區公所」／「新營文化中心」站下車

### 大台南公車
| 編號              | 路線                                               | 停靠站                                           |
| ----------------- | -------------------------------------------------- | ------------------------------------------------ |
| 棕幹線            | 新營站－鹽水－學甲－佳里站                         | 民治市政中心                                     |
| 棕幹線 區間車(1)  | 新營站－鹽水                                       | 民治市政中心                                     |
| 棕幹線 區間車(2)  | 新營站－鹽水－大埔路口                             | 民治市政中心                                     |
| 棕幹線 區間車(3)  | 新營站－鹽水－飯店－學甲區公所                     | 民治市政中心                                     |
| 棕2               | 新營站－新營體育場－鹽水武廟－下中                 | 民治市政中心                                     |
| 棕3               | 新營站－新營體育場－鹽水－坔頭港里                 | 民治市政中心                                     |
| 棕3-1             | 新營站－太子宮－鐵線里                             | 民治市政中心                                     |
| 棕5               | 新營站－鹽水－義竹－南鯤鯓－好美里                 | 民治市政中心                                     |
| 棕6               | 新營站－鹽水－義竹－前東港－布袋遊客中心／布袋商港 | 民治市政中心                                     |
| 黃幹線            | 白河站－新營－柳營－下營－麻豆轉運站               | 新營區公所 新營文化中心                          |
| 黃幹線 區間車(北) | 白河站－新營／柳營奇美醫院                         | 新營區公所 新營文化中心                          |
| 黃1               | 新營轉運站／新營站－柳營－六甲／臺南藝術大學       | 民治市政中心（部分班次）                         |
| 黃6               | 新營轉運站／新營站－白沙屯－後壁車站               | 新營區公所 新營文化中心                          |
| 黃6區間車         | 新營站－白沙屯                                     | 新營區公所 新營文化中心                          |
| 黃6-1             | 新營轉運站／新營站－菁寮－土溝里－白河站           | 新營區公所 新營文化中心                          |
| 黃7               | 新營轉運站／新營站－東山－青山／仙公廟             | 民治市政中心（部分班次） 新營區公所 新營文化中心 |
| 黃7區間車         | 新營轉運站／新營站－東山                           | 民治市政中心（部分班次） 新營區公所 新營文化中心 |
| 黃9               | 新營站－南靖車站－高鐵嘉義站／故宮南院             | 臺南市政府民治中心 新營區公所 新營文化中心       |
| 黃22              | 新營站－東山區衛生所                               | 新營區公所 新營文化中心                          |

### 公共自行車YouBike2.0
- 臺南市政府（民治中心）30車柱
- 南瀛綠都心公園（中正路）31車柱

### 自行開車
- 新營交流道下復興路左轉民治路即可抵達。
- 車輛可停放於臨近地下停車場（入口在中正路上）。

## 外部連結
- 南瀛綠都心5號公園 - 台南旅遊網 （页面存档备份，存于）